# عبد المجيد كعبار
عبد المجيد كعبار (9 مايو 1909 - 4 أكتوبر 1988) سياسي ليبي شغل عدة مناصب سياسية في فترة المملكة الليبية (1951-1969) منها منصب رئيس وزراء ليبيا خلال الفترة من 1957 إلى 1960 خلفا لرئيس الوزراء الأسبق مصطفى بن حليم، وقد شغل قبل ذلك منصب وزير الخارجية في الحكومة الليبية.
توفي عام 1988